# Ретлоб
Ретлоб (цез. Рекьо) — село в Цунтинском районе Республики Дагестан. Административный центр сельского поселения Кимятлинский сельсовет.

## География
Расположено на реке Халугаиха (бассейн реки Метлуда), в 10 км к северо-западу от районного центра — села Цунта.

## Население
| 1869 | 1888 | 1895 | 1926 | 1939 | 1970 | 1989 |
| ---- | ---- | ---- | ---- | ---- | ---- | ---- |
| 46   | ↗48  | ↗75  | ↘33  | ↗116 | ↗137 | ↗165 |
| 2002 | 2010 | 2021 |      |      |      |      |
| ↗186 | ↘170 | ↗376 |      |      |      |      |

По данным Всероссийской переписи населения 2010 года — моноэтническое дидойское село.